# Балка Вербова (притока Кальміусу)
Балка Вербова — балка (річка) в Україні на території Міськради м. Донецька та у Старобешівському районі Донецької області. Ліва притока річки Кальміусу (басейн Азовського моря).

## Опис
Довжина балки приблизно 5,61 км, найкоротша відстань між витоком і гирлом — 5,01  км, коефіцієнт звивистості річки — 1,12 . Формується балкою та декількома загатами.

## Розташування
Бере початок на західній стороні від села Андріївки. Тече переважно на південний захід через село Вербову Балку і на південно-східній стороні від селища Верезамське впадає у річку Кальміус.

## Цікаві факти
- Від витоку балки на північно-західній стороні розташований аеродром Донецького авіаспортивного клубу, на якому культивується парашутний, пілотний та планерний спорт[2].
- У XX столітті на балці існувала газова свердловина[5].